# Tragosoma depsarium
Tragosoma depsarium es una especie de escarabajo longicornio del género Tragosoma, tribu Meroscelisini, subfamilia Prioninae. Fue descrita científicamente por Linné en 1767.

## Descripción
Mide 15-40 milímetros de longitud.

## Distribución
Se distribuye por casi toda Europa y América del Norte.